# 朝鲜王陵
朝鲜王陵是朝鲜王朝（1392年－1910年）二十七代國王、王妃以及追尊国王、王妃的陵寝及墓园建筑，共有42座，這些墳墓分散在大韩民国的18個地點。王陵用以尊崇祖先及其成就，並宣揚王威。2009年6月，大韓民國境内40座王陵被聯合國教科文組織評選为為世界文化遺產。

## 朝鲜王陵形制
朝鲜王陵和王妃陵的形制严格遵守中国古代的《周礼》、《礼记》等典籍，并以李朝第一代国王李成桂的健元陵为蓝本，通常由神道、红箭门、丁字阁、焚帛炉、神道碑、山神石、石像生、魂游石、长明灯、墓冢、宝顶组成。依据功能划分，则可分为神道、祭拜区、陵寝区三大部分。

### 神道部分
在陵区入口，依山水的自然地貌，修建有弯曲的神路，通往祭拜区。

### 祭拜区
红箭门是祭拜区的入口，通常为红色的木栅门。丁字阁为单层建筑，面阔为三间，其中间一间向前凸出，平面呈T字形。在举行陵寝祭祀仪式时，阁内陈设祭主的神位以及供品。在丁字阁旁边通常设有碑亭，以及祭祀王陵所在之山神灵的山神石。也有水剌房和守僕房。

### 陵寝区
此範圍包括石牆和其他石建築。朝鲜王陵的宝顶通常依据风水理论，选择左有青龙、右有白虎（均为小山脉）环抱之地，背后为主山（来龙），宝顶建在主山的中脊线延长线上。在宝顶之前有名为“魂游石”的长方形石台，供王或王妃的灵魂登台远眺。魂游石旁边立有长明灯，其下方是四方或八方的石柱，长明灯两侧为石望柱。宝顶前方陈列有两对石虎、两对石羊、文臣和武臣各一对。与中国皇陵石像生沿着神道两两对立的纵向排列方式不同，朝鲜王陵的石像生是左右一字排开的。宝顶为圆形，周围立有十二块屏风石或十二地支石。在宝顶后面通常围有半圆形或U形的矮石墙，称为“曲墙”。宝顶之下为墓穴，通常由地面向下挖掘十尺的深度。朝鲜王朝的王室墓葬分为同原（国王与王妃合葬在同一墓室中）、同原异封（王与王妃合葬在一座陵墓中，但是立两座宝顶；如果在正妃死后还立有继妃，则修建一前二后或者一前三后的三座、四座宝顶）、同陵异冈（王与王妃分葬在两座陵墓中，两座陵墓紧挨在一起，共用同一个兆域和享殿，但以不同的主山作为墓穴的“来龙”。通常王陵在右侧，王妃陵在左侧）和异地安葬（王与王妃在不同的地方建造各自的陵园）四种。
朝鲜王朝初期，王陵的兆域范围为周围一百步，在肃宗朝营建明陵之后扩大了兆域面积，在其境内种植松、柏、栎等乔木，以及杜鹃等灌木。宝顶及墓丘上覆盖的草皮由慕华馆种植。根据朝鲜王朝时期的《国朝五礼仪》，王陵（含妃陵和世子墓园）为禁地，禁止居住、樵采、建造私人坟墓。在被划为王陵兆域的地区，所有的居民和坟墓都要限时迁出。
在朝鲜时期，王陵工程劳役由平民承担，农忙时期则以僧人代替。睿宗修建昌陵时征用了七千名百姓，世宗陵在睿宗元年从广州迁葬至骊州时征发了五千名百姓和一百五十名工匠，消耗大米一千三百二十三石五斗，盐四十一石三斗。

### 其他設施
其他設施包括：
1. 曲牆 為保護封墳，而修築而成的五面牆壁
2. 石虎  為守護陵寢，以石頭打造老虎模樣的守護神，以朝外的姿態站立著。
3. 石羊 以祈求往者的冥福，驅趕世間邪惡事物之意
4. 望柱石 這是一對豎立在土堆兩側的石柱。
5. 封墳 這是國王或皇后遺體放置的地方，也被稱為陵寢或陵墓
6. 欄干石 這是圍繞着封墳並保護屛風石的石頭。
7. 魂遊石 一座矩形的石頭豎立在封墳前面，據信是邀請靈魂出來玩耍。
8. 文人石 放在長明燈左右兩側的文臣雕像。
9. 長明燈 一個安撫和為靈魂祈禱的燈籠。
10. 石馬 馬雕像
11. 武人石 武将的雕像以守衛國王，處於文人石下面
12. 禮坎 祭祀後燃燒祭文的地方，位於丁字閣後左後方。
13. 碑閣 豎立碑石之地，前面刻有埋葬君王、王妃的名字，後面則刻有君王的政績。
14. 丁字閣 這是舉行祭享之地
15. 參道 這是連結紅箭門至丁字閣之間的石道,左邊較高的石道為「神道」(신도，神明走動之路)，而右邊較低的石道為「御道」(어도，君王走動之路)。參訪王陵的人士需依照韓國傳統走「御道」才不失禮儀。
16. 水剌間 這是準備祭祀所需祭品的地方。
17. 守僕房 這是王陵守護者居住的地方
18. 拜位 這是紅箭門旁四角模樣的石板地，為君王或祭官行禮的地方。也被稱為排位或Eoba石
19. 紅箭門 這門由兩根立著的紅色圓柱，其上為箭模樣的木板，整體漆成紅色的門

- 屛風石 它是堆積在封墳下面和周圍，用以保護封墳的石頭。

《朝鲜王朝实录》中记载的厚德王大妃山陵制度：
- 山陵制度:尺用營造尺。
- 石室廣八尺、高七尺、長十一尺。 
  - 兩旁石二, 高各八尺、長各十一尺五寸、厚各二尺五寸。
  - 蓋石二, 廣各八尺、長各十四尺、厚各三尺。
  - 加置蓋石一, 廣五尺、長十尺五寸、中厚二尺、四邊厚一尺。
  - 北隅石一, 高八尺、長十一尺、厚二尺五寸。
  - 門兩邊立石二, 高各八尺、廣各三尺五寸、厚各三尺。
  - 門閾石一, 厚二尺、長七尺、廣三尺。
  - 門扉石二, 高各七尺、廣各三尺五寸、厚各一尺。
  - 門倚石一, 高七尺、廣七尺、厚二尺。
- 外排地臺石十二,【刻爲覆蓮】厚各一尺八寸、長各九尺、廣各三尺。 
  - 地面石十二,【下刻靈芝, 上刻雲彩及十二地神。 雲彩分在左右, 地神在中, 每一石一神。】高各二尺八寸、長各四尺八寸五分、厚各三尺。
  - 隅石十二,【狀似石磬, 下刻靈芝, 上刻靈杵及鐸。 靈杵在左, 鐸在右。】高各二尺八寸、長各三尺九寸、厚各三尺。
  - 滿石十二,【刻爲仰蓮】高各一尺八寸、長各九尺、厚各三尺。
  - 引石十二,【外端牡丹、葵花、菊花相間彫刻, 每一端一花兒。】長各六尺、方廣各一尺一寸。
  - 石欄干初面地臺排石十二, 厚各一尺五寸、長各六尺八寸、廣各二尺。
  - 隅石十二,【狀似石磬】厚各一尺五寸、長各四尺四寸、廣各二尺五寸。
  - 石柱十二, 高各六尺三寸。【以一尺爲圓頭, 以一尺三寸, 分作仰覆蓮, 次以九寸爲納竹石端處, 次以二尺一寸, 兩旁分作仰覆蓮葉, 其仰覆蓮葉間, 刻圓如意紋。 仰蓮葉擎竹石端, 覆蓮葉鎭地方石端。 以覆蓮葉下一尺爲納兩旁地方石處, 竝高六尺三寸。】
  - 童子柱石十二,【以一尺一寸爲圓頭, 其內外面, 刻爲雲頭, 其雲頭, 擎竹石連接處。】高各三尺二寸、四面廣各一尺一寸。
  - 地方石二十四, 厚各一尺、廣各一尺一寸、長各四尺三寸。
  - 竹石二十四, 長各四尺九寸、八面各三寸、徑八寸。
  - 薄石二十四, 廣各二尺、厚各一尺、長各五尺五寸。
- 次面地臺排石十二, 後各一尺三寸、長各七尺五寸、廣各二尺。 
  - 隅石十二,【狀似石磬】高各一尺五寸、長各四尺、厚各一尺五寸。
- 石羊四,【左右各二】長各五尺、廣各二尺八寸、高各二尺五寸。
- 石虎四,【左右各二】長各四尺、廣各二尺、高各三尺九寸。
- 石望柱二,【以一尺爲圓頭, 次以頭下一尺五寸, 上刻仰蓮, 下刻雲彩。 次以四尺一寸, 作八面, 其圓(經)〔徑〕一尺一寸。】高各六尺四寸。
- 地臺石二,【八面有腰】高各二尺六寸、上下圓徑各二尺二寸五分。
- 燒錢臺石一,【其上四角高, 中平有腰, 刻雲彩。】高一尺五寸, 上下皆方, 四面各三尺一寸。
- 石床一, 長十一尺、廣六尺三寸、厚一尺四寸。 足石五,【刻爲羅魚頭】 圓徑各二尺、高各一尺六寸。
- 足石下臺石五, 長明燈頂子石一,【頭圓, 下刻爲雲彩。】 高一尺五寸、圓徑一尺一寸。
- 蓋石一,【八面雲角】高二尺五寸、上徑一尺一寸、下徑三尺九寸。
- 隔石一,【八面空其中, 其四面有窓。】高一尺七寸、徑二尺三寸。
- 臺石一,【上下皆八面, 以其上一尺三寸, 刻爲仰蓮, 次以一尺二寸作腰八面, 每面隅, 皆刻蓮洙, 次以一尺五寸, 上刻覆蓮, 下刻雲足。】高四尺、徑三尺二寸。
- 有地臺石, 石人四,【二人冠帶, 二人衣甲, 左右各一相向。】長各十一尺五寸、【出地上七尺五寸, 入地下四尺。】廣各三尺、厚各二尺五寸。
- 拜石一, 長六尺一寸、廣三尺二寸。

北庭及東西庭, 廣各六尺。 北墻底階一級, 高三尺三寸、廣二尺五寸。 地臺、隔石、滿石具。 
- 墻高二尺三寸、長五十五尺, 地臺高九寸, 東西墻底階各一級, 高各九寸、廣各二尺。
- 墻高二尺三寸、長五十八尺八寸。 地臺高九寸, 南面三階。
- 上階高一尺、南北廣十四尺、東西長五十五尺五寸。
- 中階廣二十一尺、高及長與上階同。
- 下階廣二十七尺、高二尺七寸,【地臺滿石具】長與上階同, 當南東西, 各有小石梯。
- 右制度, 穿壙其中央, 安大棺處, 深九尺四寸。 四旁地臺石排置處, 深十三尺四寸。 其置地臺石處, 以雜石和土而塡之, 築實厚四尺,【及安大棺處平而止】然後置地臺石, 厚一尺四寸訖, 作石室於其上, 虛其底。

- 其造排之序, 
  - 先置北隅石一,【鑿兩端長各八尺, 廣各一尺五寸, 深各五寸, 令納兩旁石端。】
  - 次置兩旁石各一片, 次置門兩邊立石二於兩旁石之南,【各五寸, 入兩旁石之內。】
  - 置門閾石一於兩邊立石之間, 几縫罅, 皆用油灰彌之訖, 北隅石及兩旁石之外, 以雜石築實, 及石之高而止。
  - 次加蓋石二片,【二片皆從中央長八尺之外, 兩端作頷, 深四寸。 近北一片, 下邊作頷, 長十一尺, 廣二尺五寸, 深四寸。以頷處向內, 跨置兩旁石及北隅石之上, 以防北隅石及兩旁石向內傾仆也。 近南一片, 下邊中央長七尺, 鑿之深四寸, 廣二尺五寸, 令納門扉石上端。】其二片連合處, 以油灰彌之。
  - 又加加置蓋石一片於其上,【凡連合處, 皆以油灰彌之。】其底虛處, 布石灰、細沙、黃土拌(勺)〔勻〕者【灰三分, 二者各一分。】而築之, 厚二尺【謂地臺石, 高一尺四寸及三旁石高六寸合二尺。】訖, 石室內廣八尺, 高七尺, 長十一尺。
  - 又用紙畫天象,【日月星辰皆圖畫】付石室。
  - 蓋石內面北隅石及兩旁石之上, 外三面, 置地臺石十二,【幷南面爲十二】用水鐵引錠十二連合, 虛其南面。【錠形, 兩頭廣, 中央小。 先於地臺石連合兩端, 分鑿一坎, 形及連置後, 以引錠連之, 虛其南面者, 俟安梓宮閉門, 然後周回排設也。 後同。】
  - 以十二隅石及十二地面石, 加於地臺石之上, 相間連排, 虛其南面,
  - 次用滿石十二,【其中央則在面石之上, 其兩端則當隅石中央處。】加於十二隅石及面石之上。【鑿滿石兩端連合處, 以引錠十二連之, 如上項地臺石之排。】
  - 以引石十二, 加於滿石之上,【其引石一端, 出於滿石之外一尺許, 各當滿石連合前。】
  - 以土加於蓋石之上, 而漸築之。【排地臺石訖, 以土築實而平之, 後置隅石面石, 又以土塡築之, 至排滿石亦如之。
  - 自蓋石上至滿石塡築之, 厚五尺寸七。】
  - 又於十二地臺石之外, 隔二尺, 先置石欄干, 初面地臺排石十二, 次置隅石十二, 相間連排, 亦虛其南面, 以石柱十二, 立於隅石之上, 以童子柱石十二, 立於初面地臺排石之上。【童子柱石在石柱之間。】
  - 下置地方石二十四於石柱與童子柱石之間,【地方石, 每於石柱兩間用二, 故爲二十四。】次置薄石二十四於十二地面石之外, 初面地臺石之內, 上施竹石二十四於石柱之間, 其一端接石柱仰覆蓮之下, 一端接童子柱石之上,【竹石每於十二石柱之間用二, 故爲二十四。】 以次周回連排, 皆虛其南面, 用油灰彌之。
  - 又置次面地臺排石十二、隅石十二於石欄干之外, 相間連排, 東西北三面, 各設階一級, 繚以墻。
  - 墻內列石羊四、【左右各二】石虎四。【左右各二】石虎在南, 石羊在北, 相間置之, 皆外向。【自石欄干至石虎相去四尺五寸, 石羊石虎相去十一尺。】
  - 南設三階。 上階東西, 先置地臺石各一, 立石望柱各一於地臺石之上,【自石虎至石望柱相去九尺五寸, 東西石望柱相去三十七尺。】
  - 又於石望柱之西崛地, 以雜石築之, 設燒錢臺石一於雜石之上。【自地臺石至燒錢臺相去十五尺】
  - 中階東西掘地, 立冠帶石人各一。【二人相向】
  - 下階東西堀地, 立衣甲石人各一。【二人相向】
  - 又於下階之中央近南堀地, 埋拜石一, 其石面齊下階之平。
  - 下階直南五十步二尺間, 構丁字閣五間。
  - 於丁字閣西北階上, 設燒錢臺石一, 如上燒錢臺石之排。
  - 又於陵東南山下平地六十步許, 構守陵齋所十七間。
  - 至奉梓宮安於石室訖, 以門扉石二,【上端四寸, 入蓋石南下邊鑿處一端, 下端一尺六寸, 倚立於門閾石之外面。】塞其門, 加門倚石一於扉石之外, 以油灰塗其縫罅, 又以雜石和土築實, 然後置南面地臺石, 次加隅石、地面石、滿石、引石, 又置石欄干, 竝如上項三面之排。
  - 周回旣畢, 乃於蓋石先築之上, 復實以土而堅築之, 陵高十三尺七寸。【滿石上八尺, 下五尺七寸。】
- 又於陵南近地【卽石床之北】堀地用誌石二片,【靑石出江原道旌善郡】長各三尺三寸、廣各三尺、厚各三寸, 其一爲蓋, 刻誌文。

## 分佈區域
朝鲜李朝的王陵绝大多数分布于大韩民国京畿道和首尔市境内。由于第一次王子之乱中朝鲜王室一度迁都松京（今开城）的缘故，在朝鲜民主主义人民共和国开城市境内有太祖神懿王后的齐陵和定宗的厚陵。此外，废王端宗被安葬在其流放地——江原道宁越郡的庄陵。在朝鲜东北部的咸镜南道境内还分布着李朝四世远祖的陵墓，即穆祖李安社的德陵和孝恭王后李氏的安陵；翼祖李行里的智陵和贞淑王后的淑陵；度祖李椿的义陵和敬顺王后朴氏的纯陵；桓祖李子春的定陵和懿惠王后崔氏的和陵。
朝鲜王陵大多采取同兆域分布的形式，如京畿道九里市仁昌洞的东九陵（健元陵、显陵、穆陵、徽陵、崇陵、惠陵、元陵、绥陵、景陵），京畿道高阳市德阳区龙头洞的西五陵（敬陵、昌陵、明陵、翼陵、弘陵），京畿道高阳市德阳区元堂洞的西三陵（孝陵、睿陵、禧陵），京畿道坡州市条里邑的坡州三陵（恭陵、顺陵、永陵），京畿道南杨州市的洪裕陵（洪陵、裕陵），京畿道华城市的隆健陵（隆陵、健陵），首尔市的献仁陵（献陵、仁陵）、宣靖陵（宣陵、靖陵）、英宁陵（英陵、宁陵）、泰康陵（泰陵、康陵）等等。
国王生母及夭折王子的墓地（园）通常也设在王陵墓葬区之内，比如世祖光陵兆域内设有徽庆园（纯组生母綏嬪朴氏）和肃宗寧嬪金氏墓；西五陵内设有顺昌园（明宗顺怀世子墓）、绥庆园（思悼世子生母暎嬪李氏墓）和大嫔墓；洪陵兆域内设有永徽园（高宗之子英亲王李垠生母严贵妃之墓）和崇仁园（懿愍皇太子李垠及其长子李晋之墓）。

## 朝鲜王陵列表
| 墓主                                            | 陵号                | 入葬时间                    | 位置                                                                                                   | 韩国史迹文化财编号      | 备注 |
| ----------------------------------------------- | ------------------- | --------------------------- | --- | ----------------------- | --- |
| 太祖李成桂 神懿王后韩氏 神德王后康氏            | 健元陵 齐陵 贞陵    | 1408年 1391年 1396年        | 杨州俭岩山 / 京畿道九里市仁昌洞 丰德北粟村 / 朝鲜开城市丰德郡 杨州沙河里 / 首尔市城北区贞陵洞          | 193号 (无) 208号        | 东九陵 (留空) 初葬于漢城府皇华坊北原，太宗九年移葬                                                                              |
| 定宗李芳果 定安王后金氏                         | 厚陵                | 1419年 1412年               | 丰德兴敎洞 / 朝鲜开城市 与定宗陵同原                                                                   |                         | |
| 太宗李芳远 元敬王后闵氏                         | 献陵                | 1420年                      | 广州大母山 / 首尔市瑞草区内谷洞 与太宗陵同原                                                           | 194号                   | 与纯组仁陵统称为“献仁陵” |
| 世宗李祹 昭宪王后沈氏                           | 英陵                | 1450年 1446年               | 骊州北城山 / 京畿道骊州郡陵西面 与世宗陵同原                                                           | 195号                   | 初葬于广州献陵西冈，睿宗元年移葬 与孝宗宁陵合称“英宁陵”                                                                         |
| 文宗李珦 显德王后权氏                           | 显陵                | 1452年 1441年               | 京畿道九里市仁昌洞 与文宗陵同原                                                                        | 193号                   | 东九陵 |
| 端宗李弘暐 定顺王后宋氏                         | 莊陵 思陵           | 1457年 1521年               | 江原道宁越郡宁越邑 杨州群场里望东峰 / 京畿道南杨州市榛接邑                                             | 196号 209号             | 1698年改为王陵规制 1698年改为王妃陵规制                                                                                         |
| 世祖李瑈 贞熹王后尹氏                           | 光陵                | 1468年 1483年               | 杨州注叶山直洞 / 京畿道南杨州市榛接邑 在世祖陵东冈                                                     | 197号                   | |
| 德宗李暲 昭惠王后韩氏                           | 敬陵                | 1457年 1504年               | 高阳东蜂岘 / 京畿道高阳市德阳区龙头洞 在德宗陵右冈                                                     | 198号                   | 西五陵 |
| 睿宗李晄 章顺王后韩氏 安顺王后韩氏              | 昌陵 恭陵 昌陵      | 1469年 1461年 1498年        | 高阳敬陵北冈 / 京畿道高阳市德阳区龙头洞 坡州南普施洞 / 京畿道坡州市条里邑 在睿宗陵左冈                 | 205号 198号             | 西五陵 坡州三陵 |
| 成宗李娎 恭惠王后韩氏 贞显王后尹氏              | 宣陵 顺陵 宣陵      | 1494年 1474年 1530年        | 广州西学堂洞 / 首尔市江南区三成洞 坡州恭陵南冈 / 京畿道坡州市条里邑 在成宗陵左冈                       | 199号                   | 与中宗靖陵统称为“宣靖陵” 坡州三陵                                                                                               |
| 燕山君李㦕 居昌郡夫人慎氏                       | 燕山君墓            | 1513年 1537年               | 首尔市道峰区                                                                                           | 362号                   | 初葬于流放地江华岛，1513年经中宗批准移葬到现址。最初以王子君之礼安葬，非王陵规制。1830年改为王子大君墓规制                      |
| 中宗李怿 端敬王后慎氏 章敬王后尹氏 文定王后尹氏 | 靖陵 温陵 禧陵 泰陵 | 1544年 1557年 1562年 1565年 | 广州西学堂洞 / 首尔市江南区三成洞 京畿道杨州市长兴面日迎里 京畿道高阳市德阳区元堂洞 首尔市芦原区孔陵洞 | 199号 210号 200号 201号 | 与成宗宣陵统称为“宣靖陵” 西三陵 与明宗康陵合称为“泰康陵”                                                                        |
| 仁宗李峼 仁圣王后朴氏                           | 孝陵                | 1544年 1577年               | 高阳禧陵西冈 / 京畿道高阳市德阳区元堂洞 与仁宗陵同原                                                   | 200号                   | 西三陵 |
| 明宗李峘 仁顺王后沈氏                           | 康陵                | 1567年 1575年               | 杨州泰陵东冈 / 首尔市芦原区孔陵洞 与明宗陵同原                                                         | 201号                   | 与文定王后泰陵合称“泰康陵” |
| 宣祖李昖 懿仁王后朴氏 仁穆王后金氏              | 穆陵                | 1608年 1600年 1632年        | 杨州健元陵第二冈 / 京畿道九里市仁昌洞 在穆陵左冈                                                       | 193号                   | 东九陵。初葬于健元陵西冈，仁祖八年移葬 初号“裕陵” 初号“惠陵”                                                                    |
| 光海君李珲 废妃柳氏                             | 光海君墓            | 1643年                      | 京畿道南杨州市                                                                                         | 363号                   | 以王子君之礼安葬，非王陵规制 |
| 元宗李琈 仁献王后具氏                           | 章陵                | 1627年 1626年               | 金浦后冈 / 京畿道金浦市丰舞洞                                                                          | 202号                   | 初葬于杨州群场里，陵号“兴庆园”，仁祖五年移葬 初葬于杨州群场里，陵号“毓庆园”                                                     |
| 仁祖李倧 仁烈王后韩氏 莊烈王后赵氏              | 长陵 徽陵           | 1731年 1635年 1688年        | 坡州交河旧治 / 京畿道坡州市炭县面 与仁祖陵同原 杨州健元陵西冈 / 京畿道九里市仁昌洞                     | 203号                   | 初葬坡州北云川里，英祖七年移葬 东九陵                                                                                           |
| 孝宗李淏 仁宣王后张氏                           | 宁陵                | 1673年 1674年               | 骊州英陵东弘济洞 / 京畿道骊州郡陵西面 与孝宗陵同原                                                     | 195号                   | 初葬杨州健元陵西冈，显宗十四年移葬。与世宗英陵合称“英宁陵”                                                                      |
| 显宗李棩 明圣王后金氏                           | 崇陵                | 1674年 1683年               | 杨州健元陵西南别冈 / 京畿道九里市仁昌洞 与显宗陵同原                                                   | 193号                   | 东九陵 |
| 肃宗李焞 仁敬王后金氏 仁显王后闵氏 仁元王后金氏 | 明陵 翼陵 明陵      | 1701年 1680年 1701年 1757年 | 高阳敬陵东冈 / 京畿道高阳市德阳区龙头洞 与肃宗陵同原 在肃宗陵右冈                                      | 198号                   | 西五陵 |
| 景宗李昀 端懿王后沈氏 宣懿王后魚氏              | 懿陵 惠陵 懿陵      | 1724年 1718年 1730年        | 杨州南天藏山 / 首尔市城北区石串洞 杨州崇陵左冈 / 京畿道九里市仁昌洞 与景宗陵同原                       | 204号 193号             | 惠陵属东九陵 |
| 英祖李昑 贞圣王后徐氏 贞纯王后金氏              | 元陵 弘陵 元陵      | 1776年 1757年 1805年        | 杨州健元陵右冈 / 京畿道九里市仁昌洞 高阳昌陵左冈 / 京畿道高阳市德阳区龙头洞 与英祖陵同原               | 193号 198号             | 东九陵 西五陵 |
| 真宗李緈 孝纯王后赵氏                           | 永陵                | 1728年 1751年               | 坡州顺陵左冈 / 京畿道坡州市条里邑 与真宗陵同原                                                         | 205号                   | 坡州三陵 |
| 莊祖李愃 献敬王后洪氏                           | 隆陵                | 1761年 1815年               | 水原旧治后花山 / 京畿道华城市安宁洞 与庄祖陵同原                                                       | 206号                   | 初葬杨州拜峰山，号“永佑园”，正祖十三年移葬至水原，改名“显隆园”，后改称隆陵。与正祖健陵合称“隆健陵”                              |
| 正祖李祘 孝懿王后金氏                           | 健陵                | 1800年 1821年               | 水原旧治花山显隆园西冈 / 京畿道华城市安宁洞 与正祖陵同原                                               | 206号                   | 与庄祖隆陵合称“隆健陵”。初葬显隆园东冈，纯祖二十一年移葬                                                                        |
| 纯祖李玜 纯元王后金氏                           | 仁陵                | 1834年 1857年               | 广州献陵右冈 / 首尔市瑞草区内谷洞 与纯祖陵同原                                                         | 194号                   | 与太宗献陵合称“献仁陵”。初葬交河旧治，哲宗七年移葬                                                                              |
| 翼宗李旲 神贞王后赵氏                           | 绥陵                | 1830年 1890年               | 杨州健元陵左冈 / 京畿道九里市仁昌洞 与翼宗陵同原                                                       | 193号                   | 东九陵。初葬懿陵左冈，名“延庆园”，后改名绥陵。宪宗十二年移葬于杨州龙马峰下，哲宗六年又移葬至现址                                |
| 宪宗李奂 孝显王后金氏 孝定王后洪氏              | 景陵                | 1849年 1843年 1903年        | 杨州健元陵西冈 / 京畿道九里市仁昌洞 与宪宗陵同原异封                                                   | 193号                   | 东九陵 |
| 哲宗 哲仁王后金氏                               | 睿陵                | 1863年 1878年               | 高阳禧陵右冈 / 京畿道高阳市德阳区元堂洞 与哲宗陵同原异封                                               | 200号                   | 西三陵 |
| 高宗李熙 明成太皇后閔氏                         | 洪陵                | 1919年                      | 京畿道南杨州市金谷洞 与高宗陵同原                                                                      | 207号                   | 仿中国皇陵规制修建 明成皇后初葬于首尔市清凉洞，1897年追尊为皇后，移葬至南杨州崇陵右冈，陵号“肃陵”。1919年移葬至洪陵，与高宗合葬 |
| 纯宗李坧 纯明孝皇后闵氏 纯贞孝皇后尹曾順        | 裕陵                | 1926年 1904年 1966年        | 京畿道南杨州市金谷洞 与纯宗陵同原 与纯宗陵同原异封                                                     | 207号                   | 与高宗洪陵合称“洪裕陵”。又称“金谷陵”                                                                                            |

- 王陵与王妃陵所在位置为古地名与今地名对照，其中古地名为《璿源系譜》中的记载
- 粗体字为列为世界文化遗产的陵墓

## 登录基准
该世界遗产被认为满足世界遺產登錄基準中的以下基準而予以登錄：
- （iii）呈现有关现存或者已经消失的文化传统、文明的独特或稀有之证据。
- （iv）关于呈现人类历史重要阶段的建筑类型，或者建筑及技术的组合，或者景观上的卓越典范。
- （vi）具有显著普遍价值的事件、活的传统、理念、信仰、艺术及文学作品，有直接或实质的连结（世界遗产委员会认为该基准应最好与其他基准共同使用）。

对标准（iii）具体阐释为“在儒家文化的背景下，朝鲜王陵与自然和宇宙相融合，形成了一种独特而重要的丧葬传统。通过风水理论的运用和自然景观的保留，为祖先崇拜的实践创造了一种令人难忘的圣地类型。”
对标准（iv）具体阐释为“朝鲜王陵是一种建筑群和景观的杰出范例，展现了朝鲜和东亚墓葬发展史上的一个重要阶段。王陵在对环境的呼应以及独特的（和规则的）建筑物、构筑物和相关元素的配置上，通过一系列规定的仪式，体现和加强了祖先崇拜数百年来的古老传统和仍在进行的实践。”
对标准（vi）具体阐释为“通过执行规定的仪式，朝鲜王陵与祖先崇拜的活传统直接相关。国家祭祖仪式在朝鲜王朝时代定期举行，并且除了上个世纪的政治动荡时期之外，每年仍由王室组织和崇敬王室的社会为每座王陵举行。”

## 圖片集

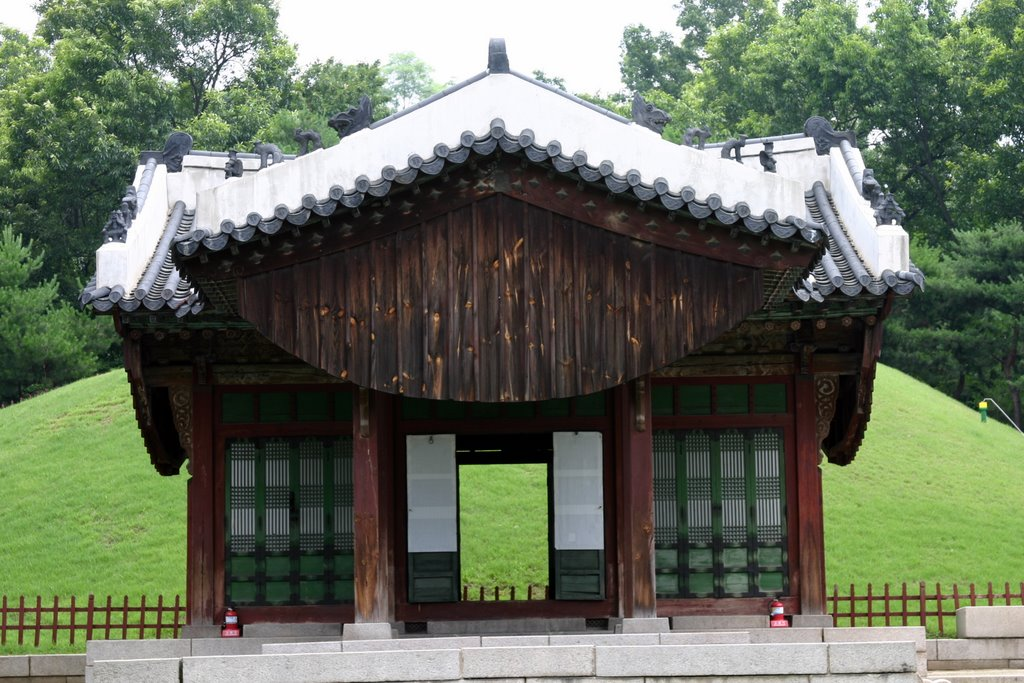
世宗英陵丁字阁正面
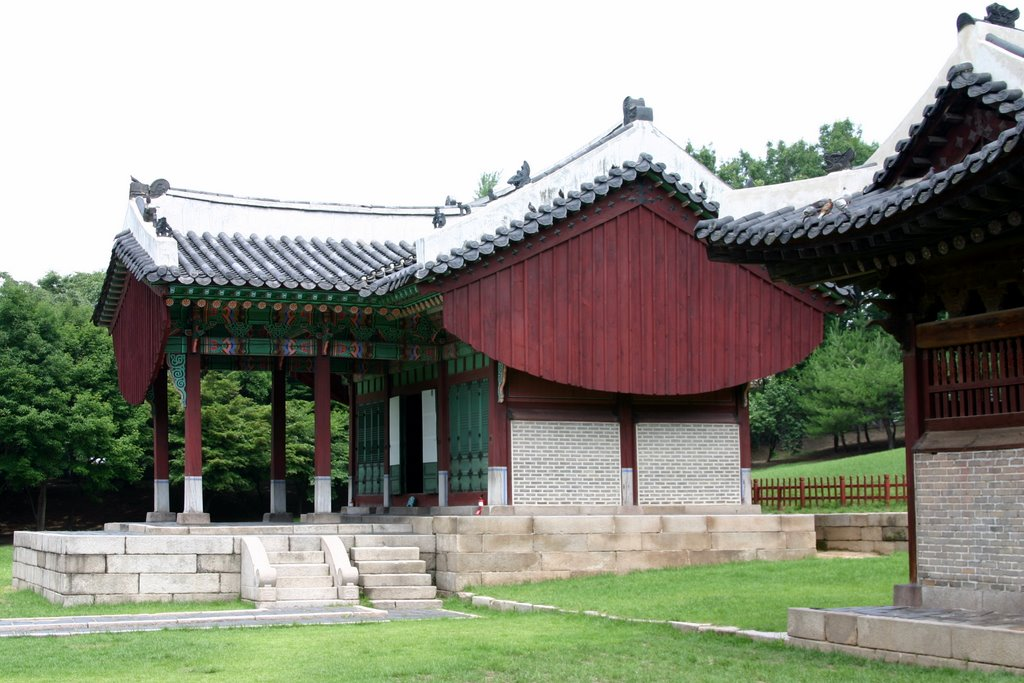
世宗英陵丁字阁侧面
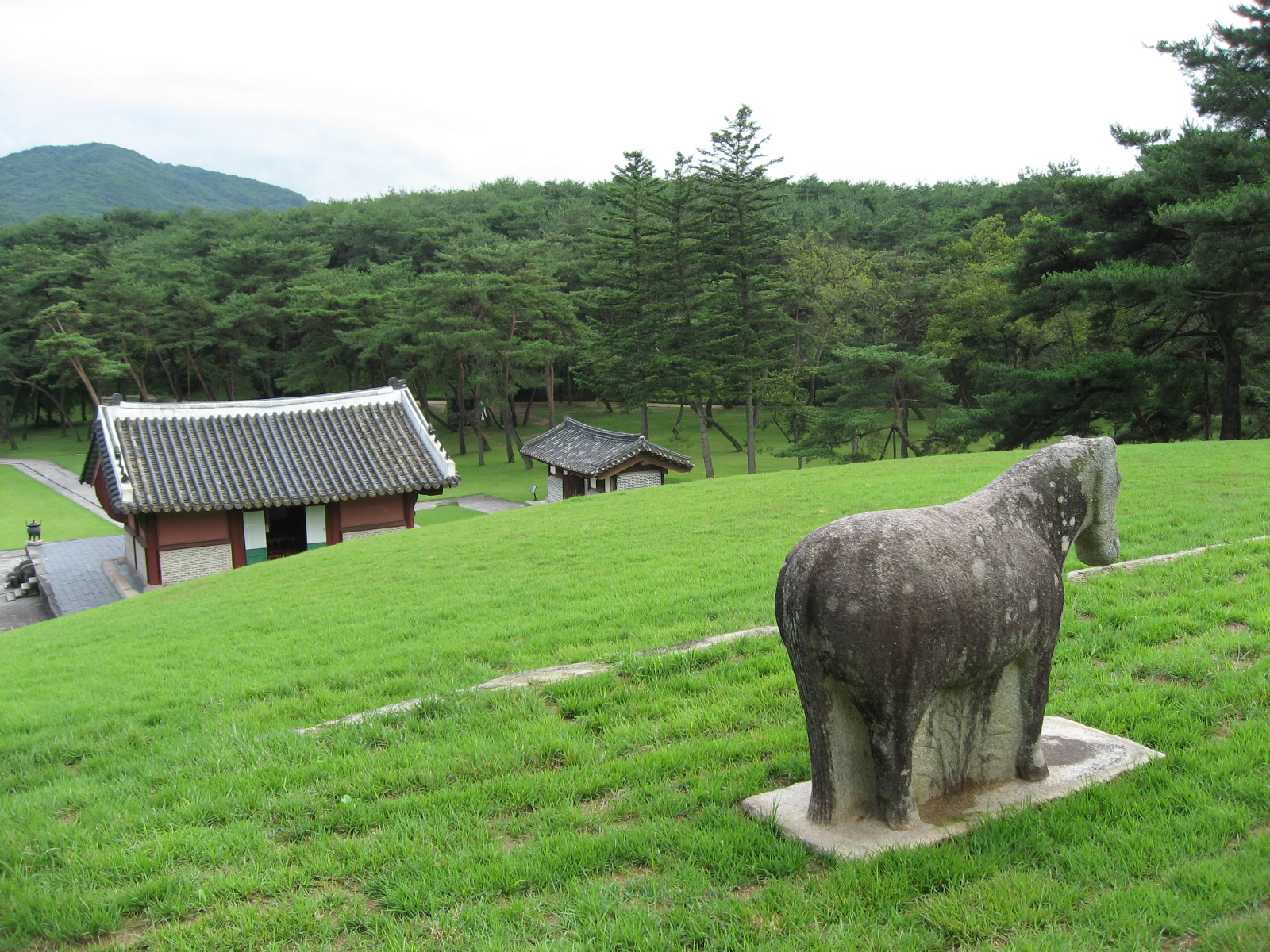
自英陵宝顶眺望丁字阁
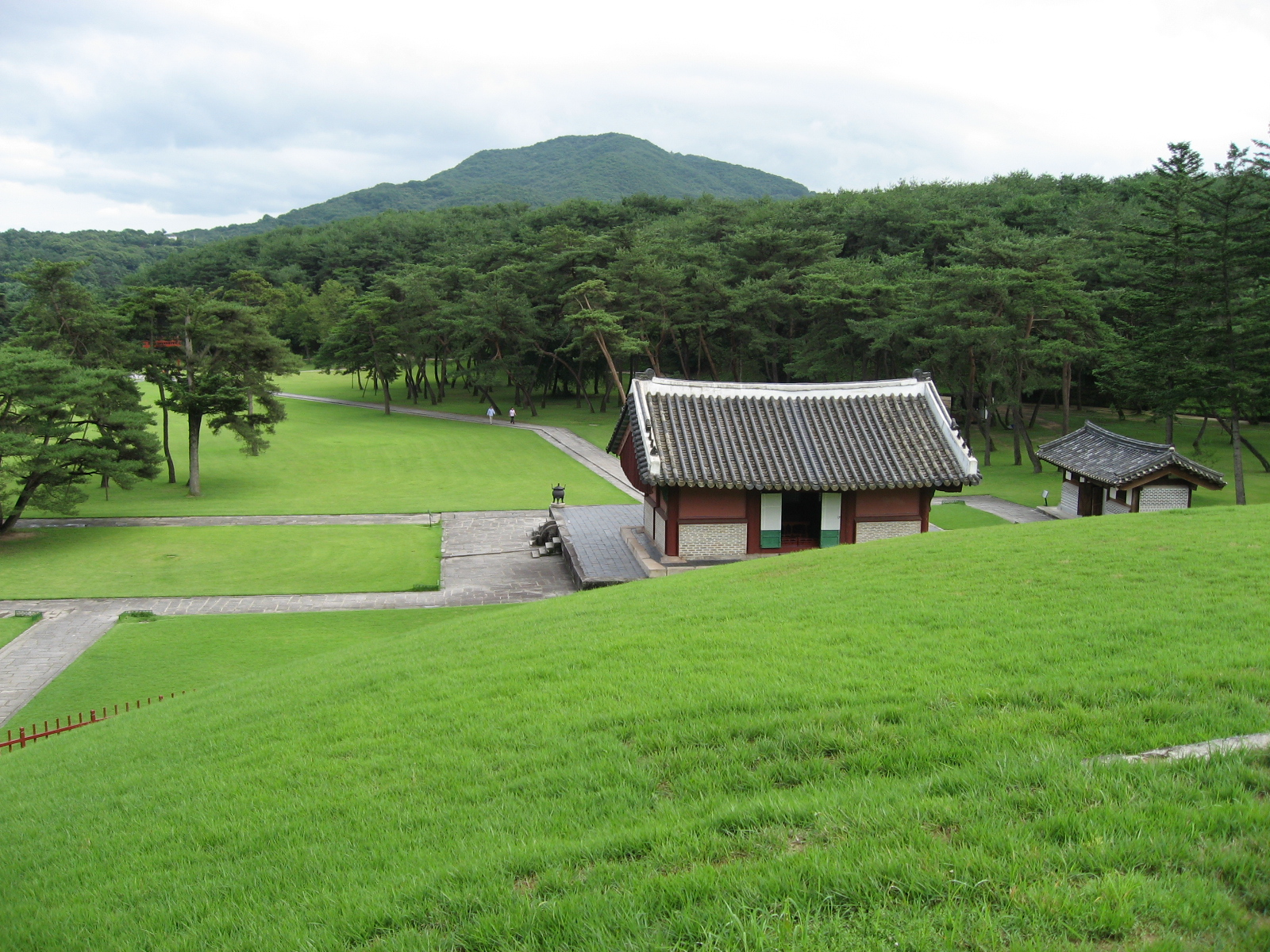
世宗英陵的松林和神道，前景远处的高山为风水理论中的“朝山”
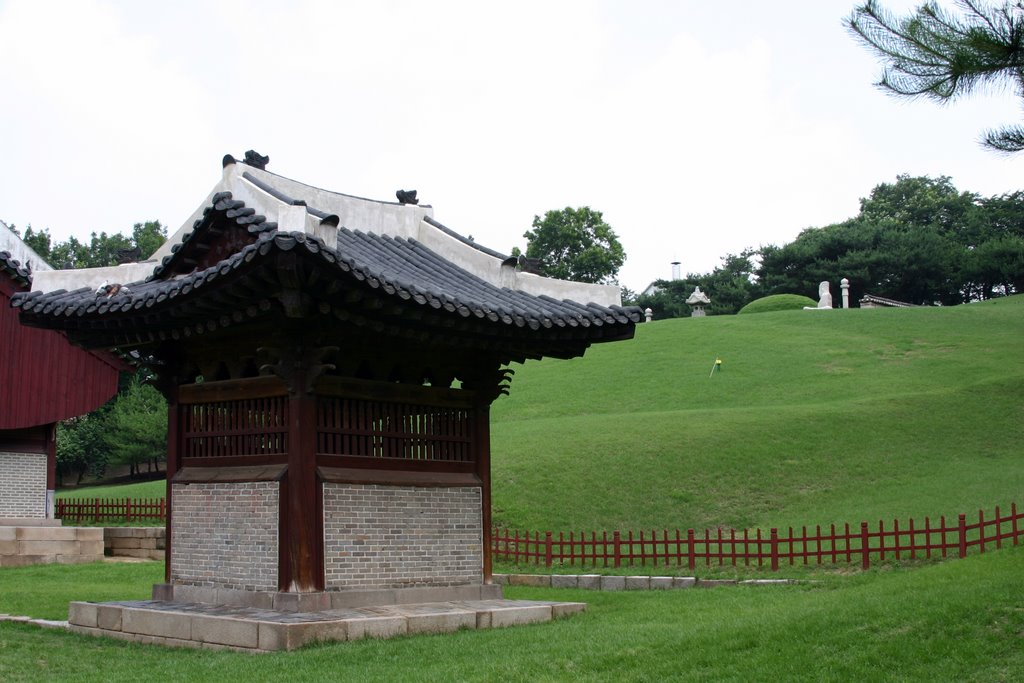
世宗英陵丁字阁旁边的碑阁。远处为宝顶及石像生
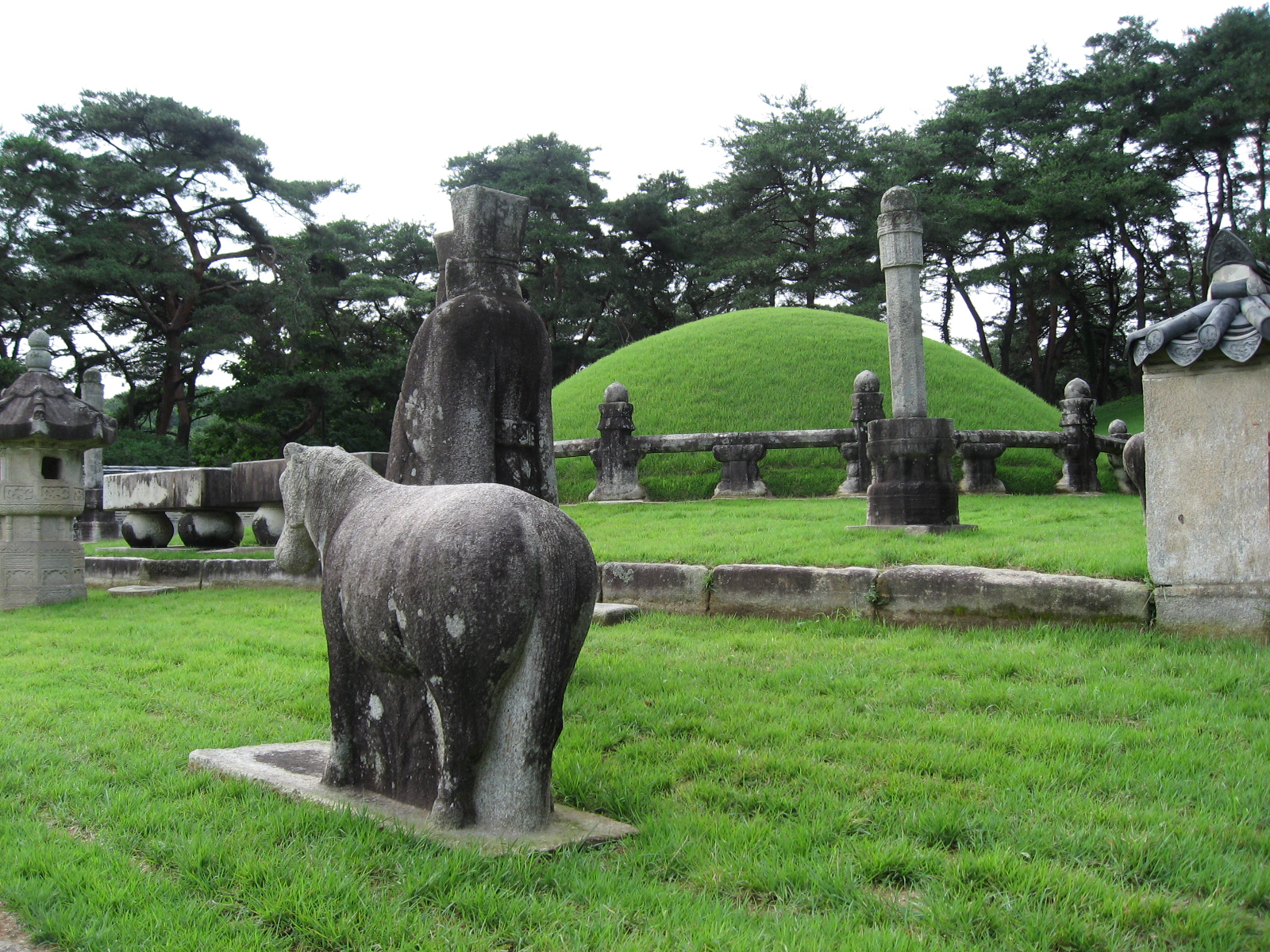
世宗英陵宝顶前的石马、石像生、焚帛炉和望柱石
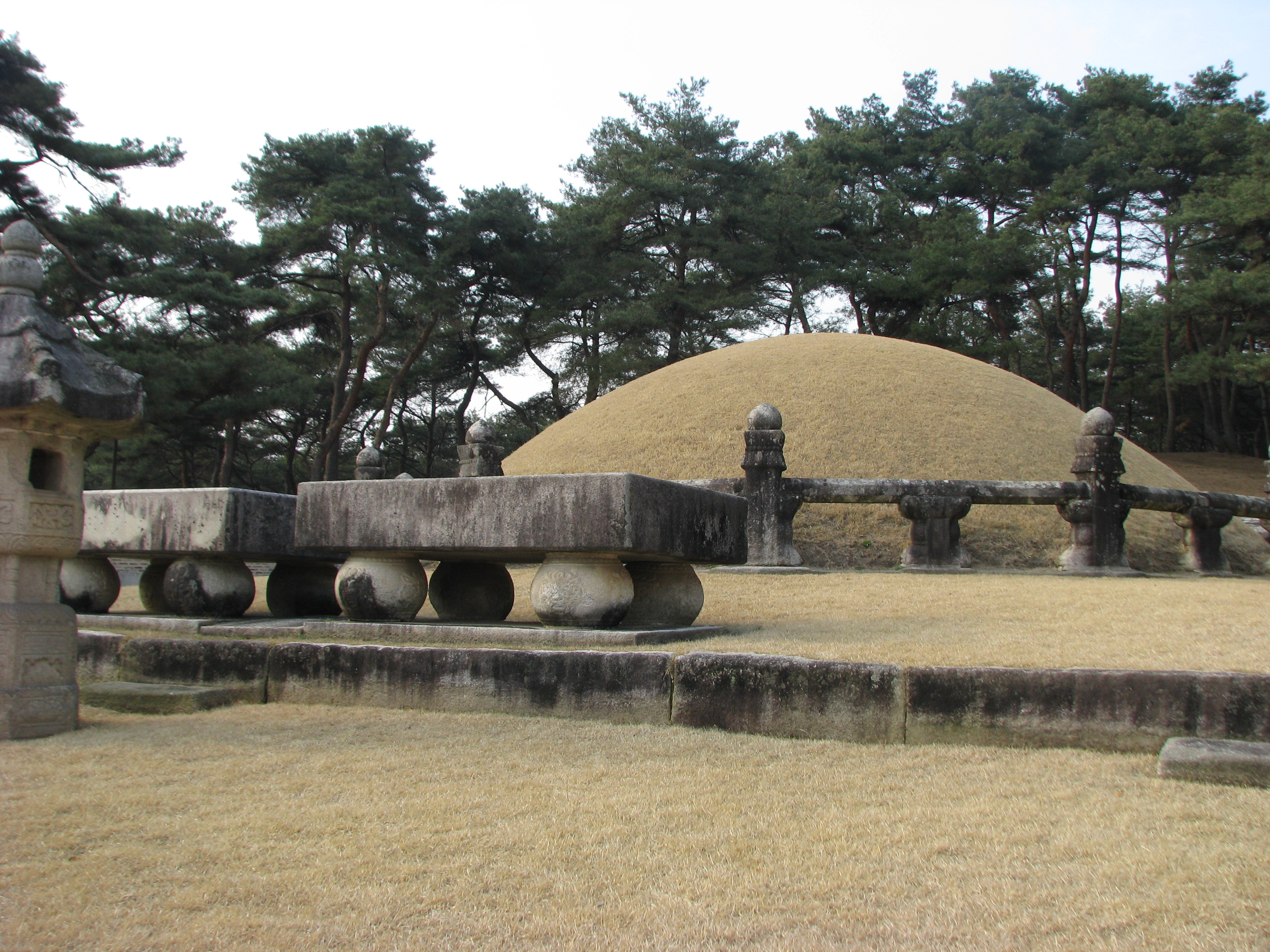
世宗英陵宝顶前的魂游石和宝顶周围的十二屏风石
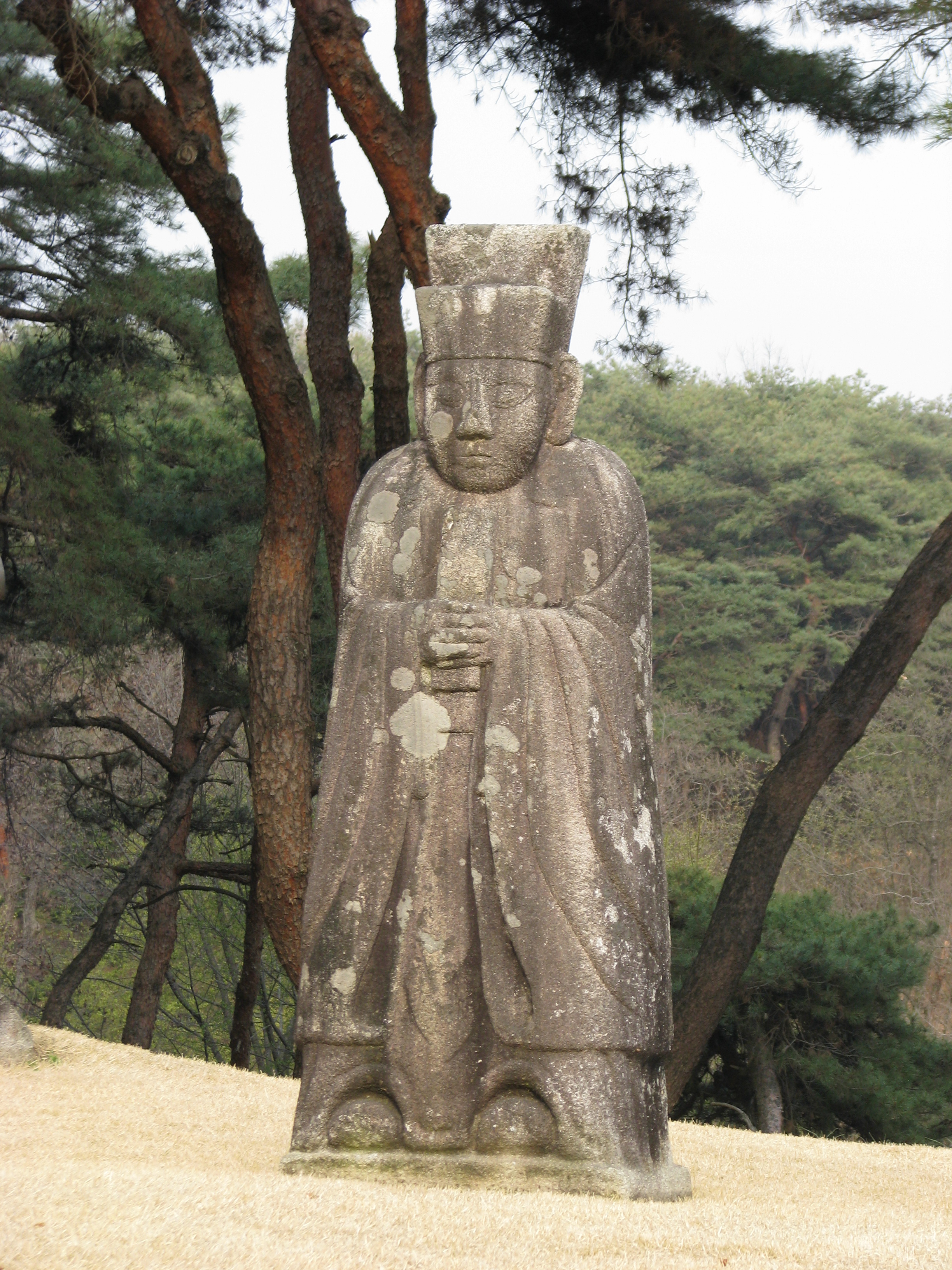
世宗英陵文臣石像生